# 輸租帳
輸租帳（ゆそちょう）とは、律令政府が国司の政務実績を調査するために毎年1年間に実際に収納した田租・地子に関する正確な数値を書き上げさせた上で、国司が都に派遣する四度使のうち調帳を提出する貢調使に携帯をさせて民部省に提出させた帳簿。租帳（そちょう）とも呼ばれている。
延喜式主税式と正倉院文書の一部となっている天平12年（740年）作成の遠江国浜名郡の輸租帳の逸文からおおよその姿を知ることが可能である。それによれば、まず国内の総田積と前年の欠乗田数（田の過不足数）を挙げ、次に不輸租田などの特殊な田の内訳を挙げ、更に田租や地子の内訳・総額を挙げる。以後、各郡ごとに同様の記録を掲げていくが、その際に災害などで田租・地子の減免が行われた場合にはその理由と実際に減免の減免額やこれを受けた者の名前の一覧（交名）を記載していく。遠江国の輸租帳からは当時の減免措置（4分以下の損害ならそれに比例した減免を行う「半輸」、5分以上なら「田租免」、7分以上なら「租調免」、8分以上なら「租庸調免」）が忠実に行われていたことを伺わせ、かつその書式が150年以上後に書かれた延喜式所定の書式とほぼ合致することを知ることが可能である。
律令制が弛緩する10世紀以後になると次第に形骸化していくものの、正税帳とともに受領功過定の審査に必要な資料とされていたため、12世紀までは作成されていたものの、現実を反映していない過去の記録の引き写しであったと言われている（保安元年（1120年）作成とされる摂津国租帳など）。